# Caicedo Yuso eta Arreoko lakua / Lago de Caicedo Yuso y Arreo
Caicedo Yuso eta Arreoko lakua / Lago de Caicedo Yuso y Arreo este o arie protejată (arie specială de conservare — SAC, sit de importanță comunitară — SCI) din Spania întinsă pe o suprafață de 148,31 ha, integral pe uscat.

## Localizare
Centrul sitului Caicedo Yuso eta Arreoko lakua / Lago de Caicedo Yuso y Arreo este situat la coordonatele 42°46′42″N 2°59′28″W / 42.7783°N 2.991°V.

## Înființare
Situl Caicedo Yuso eta Arreoko lakua / Lago de Caicedo Yuso y Arreo a fost declarat sit de importanță comunitară în decembrie 1997 pentru a proteja 34 de specii de animale. Situl a fost protejat și ca arie specială de conservare în mai 2016.

## Biodiversitate
Situată în ecoregiunea mediteraneană, aria protejată conține 15 habitate naturale: Păduri de Quercus ilex și Quercus rotundifolia, Pseudostepă cu ierburi și specii anuale de Thero-Brachypodietea, Lacuri de carst de gips, Galerii de Salix alba și de Populus alba, Pășuni mediteraneene udate de apa mării (Juncetalia maritimi), Pajiști umede mediteraneene cu ierburi înalte de Molinio-Holoschoenion, Păduri de stejar galițio-portugheze cu Quercus robur și Quercus pyrenaica, Mlaștini calcaroase cu Cladium mariscus și specii de Caricion davallianae, Pajiști uscate seminaturale și facies de acoperire cu tufișuri pe substraturi calcaroase (Festuco-Brometalia) (* situri importante pentru orhidee), Stepe sărăturate mediteraneene (Limonietalia), Pajiști uscate europene, Mlaștini alcaline, Lande oro-mediteraneene cu formațiuni endemice de grozamă, Lacuri eutrofice naturale cu vegetație de tip Magnopotamion sau Hydrocharition, Păduri iberice de Quercus faginea și Quercus canariensis.
La baza desemnării sitului se află mai multe specii protejate:
- păsări (32): lăcar mare (Acrocephalus arundinaceus), lăcar-de-lac (Acrocephalus scirpaceus), rață pitică (Anas crecca), Anas strepera strepera, fâsă de pădure (Anthus trivialis), rață-cu-cap-castaniu (Aythya ferina), rața moțată (Aythya fuligula), ciocârlie-cu-degete-scurte (Calandrella brachydactyla), caprimulg (Caprimulgus europaeus), șerpar (Circaetus gallicus), erete de stuf (Circus aeruginosus), erete vânăt (Circus cyaneus), șoimul rândunelelor (Falco subbuteo), muscar negru (Ficedula hypoleuca), Hippolais polyglotta, capîntortură (Jynx torquilla), sfrâncioc roșiatic (Lanius collurio), ciocârlie de pădure (Lullula arborea), privighetoare (Luscinia megarhynchos), gaia neagră (Milvus migrans), muscar sur (Muscicapa striata), grangur (Oriolus oriolus), ciuf-pitic (Otus scops), pițigoi de stuf (Panurus biarmicus), viespar (Pernis apivorus), pitulice de munte (Phylloscopus bonelli), corcodel mare (Podiceps cristatus), cristei de baltă (Rallus aquaticus), huhurez mic (Strix aluco), silvie de tufiș (Sylvia undata), corcodel mic (Tachybaptus ruficollis), pupăză (Upupa epops)
- nevertebrate (2): Coenagrion mercuriale, fluturele auriu (Euphydryas aurinia)

Pe lângă speciile protejate, pe teritoriul sitului au mai fost identificate 5 specii de plante, 1 specie de mamifere.